# Laurent Sciarra
Laurent Michel Sciarra (Nizza, 8 agosto 1973) è un ex cestista e allenatore di pallacanestro francese.

## Carriera
Nella sua carriera ha militato con diversi club, in Francia, con l'Asvel, con il Paris BR, con il BCM Gravelines e, nell'ultima stagione, con il JDA Digione. Per due stagioni ha giocato fuori dalla sua patria: nel 1997-98 con l'Huelva e la Benetton Basket Treviso e nel 2001-02 con il Panionios. Ha vinto un campionato francese nel 1997.
Con la Nazionale di pallacanestro francese ha vinto la medaglia d'argento alle Olimpiadi di Sydney 2000.

## Palmarès

### Squadra
- Campionato francese: 1

PSG Racing: 1996-97
- Coppa di Francia: 4

ASVEL: 2001
Gravelines: 2005
Digione: 2006
Orléanaise: 2009-10
- Match des Champions: 1

Digione: 2006

### Individuale
- LNB Pro A MVP francese: 1

Gravelines: 2004-2005